# Thallium(I)-fluorid
Thallium(I)-fluorid ist eine chemische Verbindung aus der Gruppe der Thalliumverbindungen und Fluoride.

## Gewinnung und Darstellung
Thallium(I)-fluorid lässt sich durch Reaktion von Thallium(I)-carbonat mit reinem Fluorwasserstoff gewinnen.
{\displaystyle \mathrm {Tl_{2}CO_{3}+2\ HF\longrightarrow 2\ TlF+CO_{2}+H_{2}O} }

## Eigenschaften
Thallium(I)-fluorid liegt in Form von harten glänzenden weißen Kristallen mit orthorhombischer Kristallstruktur (deformierte Steinsalzstruktur, a = 518,48, b = 609,80, c = 549,16(2) pm, Z = 4, Raumgruppe Pm2a (Raumgruppen-Nr. 28, Stellung 6)) vor. Als Flüssigkeit ist es gelblich. Es ist nicht hygroskopisch, zerfließt aber beim Anhauchen, um sofort wieder zu erstarren. Die konzentrierte wässrige Lösung zeigt starke alkalische Reaktionen.

## Verwendung
Thallium(I)-fluorid kann zur Herstellung fluorhaltiger Ester verwendet werden.